# NEWBEAT
NEWBEAT는 2025년 3월 24일에 데뷔한 대한민국의 보이그룹으로 비트인터렉티브 소속의 7인조 보이 그룹이다.

## 구성원
| 이름     | 소개 |
| -------- | --- |
| 박민석   | - 본명 : 박민석 - 생년월일 : 2002년 7월 27일(23세) - 출생지 : 대한민국 경기도 부천시 원미구 - 활동기간 : 2025년 3월 24일 ~ 현재     |
| 홍민성   | - 본명 : 홍민성 - 생년월일 : 2004년 7월 3일(21세) - 출생지 : 대한민국 경기도 수원 - 활동기간 : 2025년 3월 24일 ~ 현재               |
| 전여여정 | - 본명 : 전여여정 - 생년월일 : 2005년 1월 29일(20세) - 출생지 : 대한민국 대전광역시 중구 중촌동 - 활동기간 : 2025년 3월 24일 ~ 현재 |
| 최서현   | - 본명 : 최서현 - 생년월일 : 2005년 7월 13일(20세) - 출생지 : 대한민국 - 활동기간 : 2025년 3월 24일 ~ 현재                          |
| 김태양   | - 본명 : 김태양 - 생년월일 : 2006년 12월 2일(18세) - 출생지 : 대한민국 - 활동기간 : 2025년 3월 24일 ~ 현재                          |
| 조윤후   | - 본명 : 조윤후 - 생년월일 : 2007년 2월 12일(18세) - 출생지 : 대한민국 - 활동기간 : 2025년 3월 24일 ~ 현재                          |
| 김리우   | - 본명 : 김리우 - 생년월일 : 2008년 7월 12일(17세) - 출생지 : 대한민국 - 활동기간 : 2025년 3월 24일 ~ 현재                          |

## 음반

### 정규
- 2025년 3월 24일 《Raw and Rad》

### 디지털 싱글
- 2025년 3월 5일 《JeLLo(힘숨찐)》 (정규 1집, 선공개곡)
- 2025년 3월 12일 《Hiccups》 (정규 1집, 선공개곡)